# 116903 Жеромапт
116903 Жеромапт (116903 Jeromeapt, 2004 GW, 2001 RS104) — астероїд головного поясу, відкритий 11 квітня 2004 року.
Тіссеранів параметр щодо Юпітера — 3,475.